# El Médano, Mexiko
El Médano är en ort i Mexiko.   Den ligger i kommunen Florencio Villarreal och delstaten Guerrero, i den södra delen av landet, 300 km söder om huvudstaden Mexico City. El Médano ligger 7 meter över havet och antalet invånare är 184.
Terrängen runt El Médano är mycket platt. Havet är nära El Médano åt sydväst.  Närmaste större samhälle är Cruz Grande, 12,4 km nordost om El Médano. 